# Ceres (Włochy)
Ceres – miejscowość i gmina we Włoszech, w regionie Piemont, w prowincji Turyn.
Według danych na rok 2004 gminę zamieszkiwały 1032 osoby, 38,2 os./km².